# Leszek Perth
Leszek Perth, właściwie Pertkiewicz (ur. 28 września 1940 w Łodzi) – polski dziennikarz radiowy, były pracownik Rozgłośni Polskiej Radia Wolna Europa.

## Życiorys
W latach dziecięcych zagrał role w etiudach filmowych Anny Sokołowskiej Wiosenny wieczór (1955) i Powrót na Bałuty (1957). Ukończył trzyletnie Studium Bibliotekarskie przy Uniwersytecie Łódzkim. Następnie pracował w Centrali Wynajmu Filmów w Łodzi na stanowisku szefa działu reklamy filmowej. Po wydarzeniach Marca 1968 wyjechał wraz z żoną na emigrację. W latach 1968–1971 przebywał w Izraelu, a następnie w Republice Federalnej Niemiec, gdzie podjął studia w zakresie języka niemieckiego na uniwersytecie w Kolonii. Po odnowieniu, nawiązanego jeszcze przed wyjazdem z Polski, kontaktu z Jerzym Giedroyciem, został - wraz z żoną - przedstawiony Janowi Nowakowi-Jeziorańskiemu i przyjęty do Rozgłośni Polskiej Radia Wolna Europa w Monachium, gdzie pracował od 1971 do 1994 - na początku w dziale nasłuchu, a następnie w dziale realizacji (gdzie był lektorem, reżyserem audycji, a w ostatnim okresie szefem działu). Był m.in. autorem audycji RWE pt. "U naszych sąsiadów", poświęconej krajom Europy Środkowo-Wschodniej, pozostającym "za żelazną kurtyną".
Był mężem dziennikarki i publicystki RWE Aliny Grabowskiej (1935–2006). Od 2009 zasiada w radzie nadzorczej Stowarzyszenia Pracowników, Współpracowników i Przyjaciół Rozgłośni Polskiej Radia Wolna Europa Imienia Jana Nowaka-Jeziorańskiego w Warszawie.
W 1995 odznaczony Krzyżem Oficerskim Orderu Odrodzenia Polski.
Mieszka w Konstancinie-Jeziornie pod Warszawą i w Monachium.